# Plestiodon egregius
Plestiodon egregius är en ödleart som beskrevs av  Baird 1858. Plestiodon egregius ingår i släktet Plestiodon och familjen skinkar. IUCN kategoriserar arten globalt som livskraftig. Inga underarter finns listade i Catalogue of Life.